# Xarraca
Xarraca este o arie protejată (sit de importanță comunitară — SCI) din Spania întinsă pe o suprafață de 777,1 ha, integral pe uscat.

## Localizare
Centrul sitului Xarraca este situat la coordonatele 39°05′42″N 1°28′24″E / 39.0951°N 1.4734°E.

## Înființare
Situl Xarraca a fost declarat sit de importanță comunitară în iulie 2000 pentru a proteja 2 specii de plante și 10 specii de animale.

## Biodiversitate
Situată în ecoregiunea mediteraneană, aria protejată conține 9 habitate naturale: Faleze cu vegetație de Limonium spp. endemic de pe coastele mediteraneene, Matorral arborescenți cu Juniperus spp., Vegetație anuală la limita mareei, Tufărișuri halofile mediteraneene și termo-atlantice (Sarcocornetea fruticosi), Pseudostepă cu ierburi și specii anuale de Thero-Brachypodietea, Galerii și tufărișuri riverane sudice (Nerio-Tamaricetea și Securinegion tinctoriae), Stepe sărăturate mediteraneene (Limonietalia), Liziere de ierburi înalte hidrofile de câmpie și de nivel montan până la alpin, Tufărișuri termo-mediteraneene și de pre-deșert.
La baza desemnării sitului se află mai multe specii protejate:
- plante (2): Allium grosii, Genista dorycnifolia
- păsări (9): pasărea ogorului (Burhinus oedicnemus), ciocârlie-cu-degete-scurte (Calandrella brachydactyla), Falco eleonorae, șoim călător (Falco peregrinus), Galerida theklae, Larus audouinii, Phalacrocorax aristotelis desmarestii, turturică (Streptopelia turtur), Sylvia sarda
- reptile (1): Podarcis pityusensis